# Jack (film)
Jack is een Amerikaanse komedie uit 1996 van Francis Ford Coppola, met Robin Williams, Adam Zolotin en Bill Cosby in de hoofdrollen.
De film kreeg vooral negatieve reacties. Op Rotten Tomatoes scoort de film 18% aan goede beoordelingen.

## Verhaal
Een vrouw genaamd Karen Powell is in verwachting van haar eerste kind. Na een zwangerschap van amper 10 weken wordt haar zoon, Jack, echter al geboren. Hij blijkt ondanks de vroege geboorte compleet volgroeid. Hij heeft een zeldzame ziekte gelijk aan Progeria, waardoor hij lichamelijk vier keer zo snel veroudert als een normaal mens.
De film verplaatst zich naar tien jaar later. Jack heeft inmiddels het lichaam van een man van 40 maar is geestelijk nog een 10-jarig kind. Hij krijgt privéles van Lawrence Woodruff. De kinderen in de buurt zien hem als een "freak". Maar toch wil hij naar school. Zijn ouders zien dit in eerste instantie niet zitten maar ze zien dat Jack ongelukkig is en sturen hem voor het eerst naar school.
Jacks klasgenoten plagen hem genadeloos totdat ze de voordelen van Jack zien; omdat hij eruitziet als een volwassene kan hij voor hen dingen kopen en regelen die kinderen eigenlijk niet mogen zoals tijdschriften voor volwassenen. Ook kan hij hen helpen bij een basketwedstrijd. Naarmate de tijd verstrijkt, wordt Jack aanvaard door de andere kinderen en krijgt hij zijn eerste vrienden, waaronder Louis. Maar hij krijgt ook problemen door zijn lichaam. Hij vraagt zijn lerares uit voor een date, maar ze weigert. Jack is zo hard gekwetst en weigert nog naar school te gaan. Zowel zijn vrienden als zijn ouders kunnen Jack niet overhalen. Tot op een zekere dag.
Aan het eind van de film ziet men Jack en zijn vier vrienden als ze afstuderen. Jack is inmiddels lichamelijk bejaard, maar gaat toch met de rest mee naar het feest.

## Rolverdeling
| Acteur         | Personage              |
| -------------- | ---------------------- |
| Robin Williams | Jack Charles Powell    |
| Diane Lane     | Karen Powell           |
| Brian Kerwin   | Brian Powell           |
| Jennifer Lopez | Miss Marquez           |
| Bill Cosby     | Lawrence Woodruff      |
| Adam Zolotin   | Louis Durante          |
| Fran Drescher  | Dolores 'D.D.' Durante |

## Prijzen en nominaties
In 1996 werd Jennifer Lopez voor haar rol in Jack genomineerd voor een NCLR Bravo Award in de categorie Outstanding Actress in a Feature Film
In 1997 werd Jack genomineerd voor:
- Een Blimp Award voor Favorite Movie Actor (Robin Williams)
- Twee Young Artist Awards: Best Family Feature - Musical or Comedy en Best Performance in a Feature Film - Supporting Young Actor (Adam Zolotin)
- Een YoungStar Award voor Best Performance by a Young Actor in a Comedy Film (Adam Zolotin)